# 羅斯多夫巴格湖

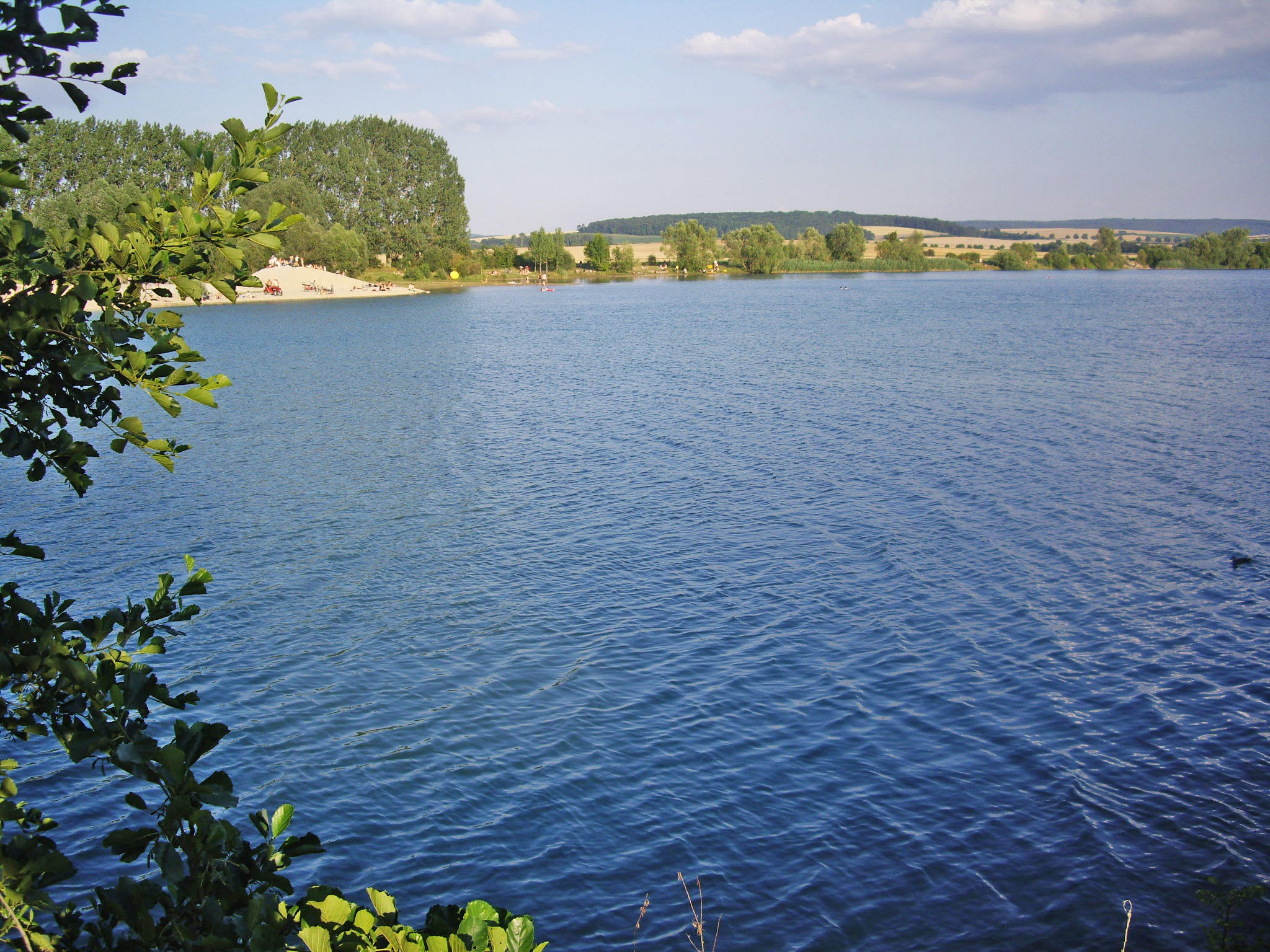

51°29′42″N 9°55′11″E / 51.49500°N 9.91972°E
羅斯多夫巴格湖（德語：Rosdorfer Baggersee），是德國的湖泊，位於該國西北部，由下薩克森州負責管轄，處於弗里德蘭，長0.8公里、寬0.3公里，面積0.15平方公里，最大水深43米。